# Josefine, das liebestolle Kätzchen
Josefine, das liebestolle Kätzchen ist eine deutsch-italienische Sexfilmkomödie aus dem Jahre 1969 von Géza von Cziffra mit Barbara Capell in der Titelrolle.

## Handlung
Turnlehrer Karl-Heinz Hahn wird beschuldigt, seine beruflichen Kompetenzen bei weitem überschritten und sich seinen Schülerinnen auf ungebührliche Art und Weise genähert zu haben. Diese „sexuellen Übergriffe“ schlagen weit über die Schule hinaus hohe Wellen, und der aufgebauschte Fall entwickelt sich zum Skandalon erster Güte. Staatsanwalt Grundeis, wie man so sagt ein ganz „harter Hund“, will ein Exempel statuieren und Hahns Schutzbefohlene vor diesem vermeintlich sittenlosen Gesellen fortan schützen. Also strengt Grundeis einen Prozess an, bei dem er ausgerechnet das frühreife Früchtchen Josefine Huber, ein wahres Kellerkind mit libertiner Grundeinstellung und einem eher zweifelhaften Ruf, als Kronzeugin in den Zeugenstand rufen will.
Hahns Rechtsanwalt Dr. Falke gedenkt den Fall genau entgegengesetzt anzupacken. Er will Josefine Huber als ein moralisch zweifelhaftes Flittchen darstellen, das gar nicht so schnell ihre Kleider abstreift wie man bis drei zählen kann, um so ihre Glaubwürdigkeit komplett in Frage zu stellen. Tatsächlich ist das hübsche, brünette Mädchen mit vollem Körpereinsatz dabei, das Verfahren in ihrem Sinne zu beeinflussen und zieht dabei alle Register, um Staatsanwalt wie Rechtsanwalt mit ihren Reizen zu betören. Und so erreicht sie schließlich, dass am Ende das Verfahren gegen Karl-Heinz Hahn, der ihr gut gefällt, eingestellt wird.

## Produktionsnotizen
Der von Artur Brauner produzierte Streifen entstand zwischen dem 21. April und dem 20. Mai 1969 in den Berliner CCC-Studios. Die Uraufführung fand am 15. August 1969 in mehreren bundesdeutschen Städten statt. Es war Regisseur Cziffras letzte Inszenierung.
Die Bauten stammen von Walter Gold, die Kostüme von Ingrid Zoré. Helen Vita fungierte als Off-Sprecherin.

## Kritik
„In jeder Hinsicht plumpes Sexlustpiel.“

„Mit seiner [Cziffras] letzten Regiearbeit, einer Sexplotte mit dem allessagenden Titel „Josefine, das liebestolle Kätzchen“, hatte er 1969 seinen Tiefpunkt erreicht.“

„Dieser als Parodie aufgemachte sexualtheoretische Beitrag eines sogenannten Altmeisters des Films besteht in Wort und Bild fast ausschließlich aus Zweideutigkeiten. Die netten Pointen sind leider rar. Die Antimoral ist hier zum Prinzip erhoben. Als Unterhaltung nur von bescheidenem Wert.“